# Asartepe-Talsperre
Die Asartepe-Talsperre (türkisch Asartepe Barajı) befindet sich 14 km nördlich der Stadt Ayaş sowie 45 km nordwestlich der Hauptstadt Ankara in der gleichnamigen türkischen Provinz.
Die Asartepe-Talsperre wurde in den Jahren 1975–1980 am İlhan Çayı, einem linken Nebenfluss des Kirmir Çayı, errichtet.  
Die Talsperre dient der Bewässerung einer Fläche von 1500 ha. 
Das Absperrbauwerk ist ein 36,5 m (nach anderen Angaben 50 m) hoher Erdschüttdamm.
Das Dammvolumen beträgt 408.000 m³.  
Der Stausee bedeckt bei Normalstau eine Fläche von 1,7 km². 
Das Speichervolumen beträgt 20 Mio. m³.